# デジタルワールド
デジタルワールドは、携帯ゲームシリーズより始まるメディアミックス作品群、「デジタルモンスター」に登場する架空の世界。広義では電脳空間そのもの、狭義ではそれに存在する人間の作り出した3層のレイヤーより深くにある惑星のような球状の世界を指す。
「デジタルワールド」という名称はアニメオリジナルのもので、他のメディア（ゲーム、カード、漫画など）では「デジモンワールド」とされていた。2003年に発売された『デジモンペンデュラムX』にて「NEWデジタルワールド」として初めてアニメ以外のメディアに使用され、2006年の『デジモンセイバーズ』開始以降は「デジタルワールド」で統一された。

## 基本設定
デジタルワールドには我々の住む地球と同じように大陸や海が存在する。2003年にはペンデュラムエックスシリーズにて、デジタルワールドが広大な空間に浮かぶ惑星のような球状の世界であることや、我々の世界に存在するコンピュータサーバーの役割を持っていることも判明した。また、それまではファイル島やフォルダ大陸などの外観はそれぞれ単体での地図が存在するのみであったが、2007年にはバトルターミナル第二弾にて、様々な島や大陸が集合した広い領域の地図が初登場した。元々は、デジモンの進化実験を行う為に作った生命進化の実験ソフトウェア「ライフシミュレーション”ワールド”」にデジモンを移住させたのがデジタルワールドの始まりとされる。デジタルワールドの創世記、つまり古代デジタルワールドでは環境の調整や情報が集まった影響で混沌とした時期があり、位相のズレやデータの消失が発生していた。
この大惨事により多くのデジモンや大陸が消滅、「古代種デジモン」が滅ぶ原因となり同時に「デジメンタル」も失われたという。
また位相のズレによる最も大きな影響は南北が逆転したことによる、南北方角を守護する四聖獣「シェンウーモン」「スーツェーモン」のデータが入れ替わった。
現在は研究者たちにより位相のずれが起きないよう重要な座標に「ホーリーストーン」を配置。
世界の安定を待ち、ホーリーストーンの効力が消滅後に南北のデータを修正された。

### 地理
- ファイル島 - 情報掲載誌にて初登場。その後、ビデオゲーム『デジモンワールド』やアニメ『デジモンアドベンチャー』などに登場。広域地図にも存在する。
- ネットの海 - 同上
- フォルダ大陸 - 初代ペンデュラムシリーズより初登場。広域地図にも存在する。
- WWW大陸 - 『バトルターミナル』第二弾における広域地図にて初登場。
- 神の島 - 同上
- ディレクトリ大陸 - 『デジモンワールド2』に登場。上述の広域地図には存在しない。
- ウェブ島 - 初代公式ウェブサイトに存在していた。

### NEWデジタルワールド
ペンデュラムエックスシリーズのバックグラウンドストーリー"デジモンクロニクル"に登場。
- ベルサンディターミナル
- ウルドターミナル
- スクルドターミナル

## イグドラシル
デジタルワールドを管理する巨大なシステム。通常はデジタルワールドの維持管理を行い、そこで進化するデジモンを観察している。デジタルワールドの運営に支障が出た時だけ、積極的に干渉する。基本的に干渉する際も自らが動くことはなく、配下としてロイヤルナイツを従え彼らの指示を出すというパターンが多い。自我を有しているようだが、その様は超然としており、超俯瞰的な視点から物事を語る為にその性格を読み取る事は難しい。デジモンや人間を歯牙にも欠けない冷徹な一面がある一方、それを大事にしようとする慈愛に満ちた面もある等、多面的で矛盾した精神構造をしている。だがシミュレーションが進んだ結果、イグドラシルの防衛本能によってデジタルワールドの初期化計画「プロジェクト・アーク」を発動、ネットワークは遮断され以降イグドラシルの意思判断によって管理運営されることとなった。そのままではデジタルワールドの環境や研究に限界があると判断した研究者たちは、クラウド技術の取り込みを決意、システムのクラウド化を進めた。そしてイグドラシルはネットワークに開放されて、自分以外の管理するデジタルワールドの存在を認識、外部からの干渉も許可するようになり、ファイル島やフォルダ大陸に平穏な時間が戻った。

### プロジェクト・アーク
デジモンの成長や個体数の増加によって、デジタルワールドのストレージ許容量は限界に近づき、データ量がオーバーすれば崩壊の危機を迎えた。
別のパーティションに創造した「Newデジタルワールド」に選ばれたデジモンのみを転送、残されたデジモンは「ロイヤルナイツ」と「Xプログラム」を使用し消去するというもの。

### Xプログラム
イグドラシルが生成したウィルスプログラム。デジモンが感染すると、一定の潜伏期間を経て、発症するとデジコアが強制的に機能停止する。

## デジタルワールド：イリアス
デジタルワールドから分離して誕生したもう一つのデジタルワールドが「デジタルワールド：イリアス」。歯車と機械とギリシア神話のデータにより構成されており、いろいろ場所に歯車の要素が組み込まれている。
ホストコンピュータは「ホメロス」セキュリティ最高位は「オリンポス十二神」その敵対組織は「タイタン族」。デジモンストーリー タイムストレンジャーで、今まで謎だったデジタルワールド：イリアスの世界観についてが掘り下げられた。

## デジタルワールド:シャンバラ
ゲームシリーズのプロデューサーをしているハブモンこと羽生和正の発言によれば、液晶ゲームとしての公式設定ではデジタルワールドは3つ存在するとされている。そのうちの二つは「イグドラシルのデジタルワールド」と「デジタルワールド:イリアス」そして、最後は「デジタルワールド:シャンバラ」である。
東方のデジタルワールドとも呼ばれるシャンバラは、現実世界における東アジア周辺の
データが色濃く反映されており、棲息するデジモンたちも環境に合わせてシャンバラ独自の様々な進化を遂げているという。また、ロイヤルナイツやオリンポス十二神に相当する天帝八武衆と呼ばれるネットワークセキュリティの8体のデジモンがいる。
ホストコンピュータの「コンロン」はシャンバラが持続困難な状況に陥ったときのみ、 世界に干渉を許されるようプログラミングされたシステムであり普段は休眠状態にあるという。
デジタルワールド:シャンバラの始まりはホストコンピュータの「コンロン」がスサノオモンに命じて古来より存在していたシステムを破壊した。コンロンの創世の力により、現在のシャンバラの姿へと書き換えたのだ。

### 地理
- ゲンシ大陸
- アシノ島

## ウィッチェルニー（別次元）
別次元に存在するデジタルワールド。
管轄は「元老院」評議会の長である3体の賢者デジモンにより、統治されている。居住しているのは「魔術系デジモン」で「魔術」と呼ばれる能力が発達し、土、水、火、風からなる４つの種族が暮らす。中央に「ブロッケン山」と呼ばれる山があり、東西南北の4つのブロックに分かれている。それぞれのブロックに各種族が暮らしている。ブロッケン山に、各種族が協力して設立した魔法学園がある。
元ネタは、1998年にバンダイが発売した魔法使いの育成を目的とした携帯液晶ゲーム。「マジカルウィッチーズ」の舞台「ウィッチェルニー」から。

## カーネル（神の領域）
デジタルワールドの中のデータが演算されていると噂される場所。ここが異常をきたすとデジタルワールドが崩壊するといわれる重要な機関である。「カーネル」を守護する役割を与えられたのが「三大天使デジモン」率いる「神々の軍団」である。

## ダークエリア
デジモンたちにとって墓場や地獄のような存在。守護・監督を「アヌビモン」が司り、デジモンは寿命をまっとうして死を迎えると、自らを構成するデータを卵に残して再び幼年期Iとして生まれ変わる。しかし戦闘での死亡などで死を迎え入れた場合はダークエリアに送られる。悪いデータと認識されれば永遠に存在を葬られ、良いデータと認識されればまたデジタマとして生まれ変わることができる。悪事を働いた一部のデジモンは生きた状態で「ダークエリア」へ送られ、堕天使や魔王型デジモンとなることもある。通常のデジタルワールドやデジタルワールド・イリアスなど、それぞれに「ダークエリア」が存在する。各「ダークエリア」からつながる、最下層エリア「コキュートス」が存在する。「コキュートス」は、各デジタルワールド共通のエリアであり、1つしか存在しない。
コキュートス
デジタルワールドの最下層、ダークエリアの最深部。その恐ろしいエリアに居住しているデジモンたちがいて、彼らは「七大魔王」と呼ばれ、それぞれが強大な力を持ち独立して存在している。

## アニメ作品でのデジタルワールド
初期の作品では上述の原作におけるデジタルワールドから設定を拝借したものであるが、現実のネットワークに存在しないデジタルワールドとして描かれている場合が多い。